# Scandic Palace
Koordinaten: 59° 25′ 57,5″ N, 24° 44′ 43,5″ O

Hotell Palace, 2006 Scandic Palace

Das Scandic Palace ist ein Vier-Sterne-Hotel in der estnischen Hauptstadt Tallinn. Das erste speziell als Hotel entworfene Tallinner Gebäude wurde 1937 am zentralen Platz der Stadt gebaut, dem heutigen Freiheitsplatz (estnisch Vabaduse väljak).

## Hotel und Lage
Das siebenstöckige Hotel befindet sich direkt an der Altstadt, 100 Schritte vom Harju-Tor (estnisch Harju värav; historischer niederdeutscher Name Smedeporte) der Tallinner Stadtmauer, 300 m von ihrem höchsten Turm Kiek in de Kök, 550 m vom Rathausplatz (Raekoja plats), ca. 1 km vom Passagierhafen und etwa 4 km vom Tallinner Flughafen entfernt.
Das Hotel verfügt über 86 Zimmer, ein Restaurant, eine Bar sowie Konferenzräume im Erdgeschoss.

## Geschichte
Das Gebäude wurde zwischen 1935 und 1937 nach einem Entwurf des estnischen Architekten Elmar Lohk innerhalb von nur zwei Jahren gebaut. Das Palace wurde am 16. Januar 1937 feierlich eröffnet. Es war vor dem Zweiten Weltkrieg das exklusivste Hotel in dem kleinen baltischen Staat.
Nach kurzem Betrieb wurde das Hotel 1940 von den sowjetischen Behörden verstaatlicht und als typisch sowjetisches Hotel betrieben. 1959 wurde ein Seitenflügel an der Straße Pärnu maantee hinzugefügt, der der Hauptfassade ähnelte. An einer Seite geht das Hotel ins „Russische Theater“ (est. Vene Teater) über.
Die neueste Geschichte begann Ende der 1980er Jahre, als Joint-Ventures unter Gorbatschow erlaubt wurden. Eine der ersten Joint-Venture-Firmen der UdSSR war die Finest Hotel Group, unter deren Leitung das sowjetische Palace in ein nobles westliches Hotel umgewandelt wurde. Die Wiedereröffnung fand 1989 durch Indrek Toome und Ilkka Suominen statt.
Zu den prominenten Übernachtungsgästen gehörten das norwegische Königspaar Harald V. und Sonja, Mick Jagger (The Rolling Stones), das Oberhaupt der Russisch-Orthodoxen Kirche Alexius II., Alla Pugatschowa, Bryan Adams und andere.
Im Februar 2013 wurde Scandic Palace an EfTEN SPV 11 OÜ verkauft. Die Umbenennung findet im April 2013 statt.